# National Panasonic Open 1983
National Panasonic Open 1983 — жіночий тенісний турнір, що проходив на відкритих трав'яних кортах Milton Tennis Centre у Брисбені (Австралія). Належав до Світової чемпіонської серії Вірджинії Слімс 1983. Турнір відбувся вчетверте і тривав з 14 листопада до 20 листопада 1983 року. Перша сіяна Пем Шрайвер здобула титул в одиночному розряді й заробила 27,5 тис. доларів.

## Фінальна частина

### Одиночний розряд
Пем Шрайвер —  Венді Тернбулл 6–4, 7–5
- Для Шрайвер це був 2-й титул в одиночному розряді за рік і 5-й — за кар'єру.

### Парний розряд
Енн Гоббс /  Венді Тернбулл —  Пем Шрайвер /  Шерон Волш 6–3, 6–4
- Для Гоббс це був 4-й титул за сезон і 5-й — за кар'єру. Для Тернбулл це був 4-й титул за сезон і 55-й — за кар'єру.

## Розподіл призових грошей
| Дисципліна       | П       | F       | ПФ     | ЧФ     | 1/8    | 1/16 | 1/32 |
| Одиночний розряд | $27,500 | $14,000 | $7,150 | $3,300 | $1,600 | $800 | $400 |